# Callaeidae
Los caléidos (Callaeidae) son una pequeña familia (a veces en algunas fuentes también es llamada Callaeatidae) de aves paseriformes endémicas de Nueva Zelanda. Sólo sobreviven dos especies, una de ellas está amenazada. Existía una tercera especie, pero se extinguió a principios del siglo XX.
Las Callaeidae en inglés suelen llamarse wattlebirds ‘aves carunculadas’, por la excrecencia carnosa que tienen a ambos lados de la cara, pero hay otras aves australianas más grandes no relacionadas llamadas en inglés de la misma forma, pertenecientes a la familia Meliphagidae, las cuales son comedoras de miel.

## Taxonomía y filogenia
Las Callaeidae parece tener su origen en una expansión temprana de los paseriformes a Nueva Zelanda. El pariente más cercano es el hihi. Las relaciones filogenéticas entre las especies de este clado establecen a la huia como el linaje hermano de los tieke.
|  | Callaeas wilsoni – kokako de la isla norte                       |
|  |                                                                  |
|  | Callaeas cinereus – kokako de la isla sur (posiblemente extinto) |
|  |                                                                  |

| Philesturnus | Philesturnus rufusater – tieke de la isla norte |
|              | Philesturnus rufusater – tieke de la isla norte |
| Heteralocha  | Heteralocha acutirostris – huia (extinto)       |
|              | Heteralocha acutirostris – huia (extinto)       |

|  | Callaeas wilsoni – kokako de la isla norte                       |
|  |                                                                  |
|  | Callaeas cinereus – kokako de la isla sur (posiblemente extinto) |
|  |                                                                  |

| Philesturnus | Philesturnus rufusater – tieke de la isla norte |
|              | Philesturnus rufusater – tieke de la isla norte |
| Heteralocha  | Heteralocha acutirostris – huia (extinto)       |
|              | Heteralocha acutirostris – huia (extinto)       |

|  | Callaeas wilsoni – kokako de la isla norte                       |
|  |                                                                  |
|  | Callaeas cinereus – kokako de la isla sur (posiblemente extinto) |
|  |                                                                  |

| Philesturnus | Philesturnus rufusater – tieke de la isla norte |
|              | Philesturnus rufusater – tieke de la isla norte |
| Heteralocha  | Heteralocha acutirostris – huia (extinto)       |
|              | Heteralocha acutirostris – huia (extinto)       |

|  | Callaeas wilsoni – kokako de la isla norte                       |
|  |                                                                  |
|  | Callaeas cinereus – kokako de la isla sur (posiblemente extinto) |
|  |                                                                  |

| Philesturnus | Philesturnus rufusater – tieke de la isla norte |
|              | Philesturnus rufusater – tieke de la isla norte |
| Heteralocha  | Heteralocha acutirostris – huia (extinto)       |
|              | Heteralocha acutirostris – huia (extinto)       |

Familia Callaeidae: 
- Callaeas cinerea, kokako (amenazado);
- Philesturnus carunculatus (antes Creadion carunculatus), tieke o ensillado (amenazado);
- Heteralocha acutirostris, huia (extinta).